# Demonassa (filha de Anfiarau)
Demonassa, na mitologia grega, foi uma filha do adivinho Anfiarau, esposa de Tersandro e mãe de Tisâmeno.
Demonassa era um dos vários filhos de Anfiarau e Erifila, os demais eram Anfíloco, Alcmeão e Eurídice. De acordo com uma pintura encontrada em um cesto dedicado ao templo de Hera em Olímpia, no momento em que Erifila recebia um colar de suborno de Tersando, Anfíloco era um bebê (e estava sendo levado de sua casa por uma mulher velha) e Alcmeão era um menino. Segundo Ásio de Samos, Alcmena também era filha de Anfiarau e Erifila.
Tersandro era filho de Polínice  e Argia, filha de Adrasto, rei de Argos. Ele retomou Tebas do seu primo Laodamante depois da batalha conhecida como os Epigoni, a luta dos filhos dos Sete contra Tebas.
Demonassa, filha de Anfiarau, e Tersandro foram os pais de Tisâmeno.
Tersandro foi morto por Télefo, no início da Guerra de Troia, quando os aqueus, por engano, desembarcaram na Mísia. Peneleu se tornou o regente de Tebas, porque Tisâmeno era muito novo; Peneleu foi morto, mais tarde, por Eurípilo, filho de Télefo, e o reino passou para Tisâmeno.